# La Celestina
Ime Celestina se je uveljavilo za delo, katerega pravi naslov je Tragedija Calista in Malibeje. Nastala naj bi v zadnjih letih 15. stoletja, v času vlade katoliških kraljev, njen avtor pa je Fernando de Rojas. Do pospešenega izdajanja in naraščanja priljubljenosti pride v 16. stoletju in traja vse tja do njene prepovedi leta 1792.  Prva izdaja nima več kot 16 dejanj, takšna kot jo poznamo danes pa jih ima 21. Po zvrsti bi jo lahko umestili nekje med romanom in dramskim delom. Njen vpliv na obe zvrsti je tako močan, da lahko celo govorimo o podzvrsti z imenom celentinesca. V to podzvrst se vključujejo tako dela izpeljana direktno iz njene zgodbe, oseb in tem, kot tudi romani in komedije s podobnimi ambienti in osebami. Zanimivo je, da je imela Celestina v 16. stoletju še eno dejanje, ki pa je kasneje v celoti izginilo. Razlog za to je neznan. Obstajajo ugibanja, da bi lahko razlog tičal v avtorju in sicer, da tega dejanja ni napisal Rojas ali pa da se je avtorju zdelo nepotrebno za razvoj zgodbe.

## Avtor
Do leta 1632 se na naslovnici ne pojavi nobeno ime avtorja. Oktave, ki spremljajo besedilo povezujejo Fernanda de Rojasa z avtorstvom knjige. V njih piše, da je maturant Fernando de Rojas dokončal Komedijo Calista in Melibeje in je bil rojen v Puebla de Montalbán.
Posebna zgodovina nastajanja Celestine in njenih stopenj razvijanja je pripeljala do cele vrste teorij o številu in identiteti avtorjev. 

### Prvo dejanje
Tako v tekstu pred glavnim besedilom (avtorjevo pismo prijatelju), kot v oktavah, se omenja, da je avtor našel prvo dejanje in od tam naprej nadaljeval pisanje. Pri tem se postavljajo različna vprašanja: Ima knjiga enega ali dva avtorja? Kdo je napisal prvo dejanje? Je res avtor Fernando de Rojas? O tem se je v preteklosti veliko debatiralo in obstajajo določena mnenja in študije, ki se strinjajo s tem, da avtor prvega in ostalih dejanj ni isti. Na drugi strani pa nekateri avtorstvo tega dejanja pripisujejo Rodrigu Coti in Juanu de Mena. V pismu Fernando de Rojas tudi trdi, da je delo dokončal v petnajstih dneh.

## Različice
Že odkar se je Celestina prvič pojavila se postavljajo vprašanja v zvezi z avtorjem in strukturo knjige. Pojavili sta se dve verziji:
Komedija Calista in Melibeje, ki je prva natisnjena verzija teksta. Natisnjena naj bi bila leta 1499 v mestu Burgos. Ima 16 dejanj in nekoliko drugačno razporeditev tekstov kot tragikomedija. V tej verziji naj bi manjkali listi na začetku in koncu knjige, poznano pa ni bilo niti ime avtorja.
Tragikomedija Calista in Melibeje, je druga natisnjena verzija teksta in ima 21 dejanj. Že leta 1502 je bilo natisnjenih 5 izdaj s takšnim naslovom. Teksti pred in za glavnim besedilom se nekoliko spremenijo, spremeni pa se tudi samo glavno besedilo, saj se vstavi pet novih dejanj med štirinajsto in petnajsto dejanje. Vstavljen je bil tudi predgovor. Najstarejša izdaje te verzije naj bi bila iz leta 1507 (Jorge Cosi, Zaragoza). Tragikomedija je tista, ki je razširila popularnost Celestine v Evropi. 
Izdaji leta 1500 v Toledu in leta 1501 v Sevilji sta že vsebovali avtorjevo pismo prijatelju, oktave, argument celotnega besedila, vseh 21 dejanj in besedilo Alonsa de Proaza, ki sporoča kraj in izdajo ter daje napotke branja knjige. 

#### Dvaindvajseto dejanje
Leta 1526 je tiskar Ramón de Petras v Toledu izdal Tragikomedijo Calista in Melibeje z dvaindvajsetimi dejanji. Novo dejanje, ki je v tej verziji devetnajsto po vrsti, prejme ime "Auto de Traso". Šlo naj bi za izvleček iz komedije, ki jo je napisal Sanabria. Obstajalo naj bi vsaj 6 izdaj s takšnim številom dejanj. Kasneje pa je to dejanje izginilo iz nepoznanih razlogov. 

## Ime Celestina
Čeprav je bilo poimenovanje Celestina močno razširjeno na Iberskem polotoku, se je tradicija tega poimenovanja začela v Italiji, leta 1519 v prevodu tragikomedije. Naslov se je, napisan z manjšimi črkami, pojavil nad orginalnim naslovom. Zaradi vpliva, ki ga je imela italijanska izdaja se je ime od tukaj razširilo najprej v Francijo in drugam. Nekatere španske izdaje so kljub temu še nekaj časa obdržale samo orginalen naslov, npr. izdaja Jacoba Crombergerja (1518-1520) in izdaja Juana de Villanueve (1569). Leta 1595 pa je bila V Aberesu objavljena prva izdaja z naslovom Celestina na naslovnici. 

## Obnova
Zgodba se začne ko Calisto zasleduje sokola na vrt, kjer slučajno sreča Melibeo, v katero se do ušes zaljubi. Ker pa Melibea njegovo ljubezen zavrača, se po nasvetu svojega služabnika Sempronia odpravi po pomoč k starejši zvodnici in prostitutki Celestini. Ta se pretvarja, da po hišah prodaja različne artikle, saj s tem lahko deluje kot posrednica in parom organizira zmenke. Tako Celestina z zvijačami doseže, da se Melibea zaljubi v Calista. Párameno, drugi Calistov služabnik, ga skuša opozoriti na nevarnost, vendar ga Calisto noče poslušati. Zaradi tega se Párameno pridruži Semproniu in Celestini, ki želita izvleči koristi iz gospodarjeve zaljubljenosti. Calisto je namreč Celestini obljubil zlato verigo, če ji bo uspelo doseči, da se Melibea zaljubi vanj. Ko ji to uspe, Celestina res prejme zlato verigo, ki postane predmet spora, saj je noče deliti s Calistovimi služabniki. Zaradi umora služabnike zaprejo in obsodijo, kar Calisto izve naslednji dan. Prostitutki Elicia y Areúsa, ki sta skupaj s Celestino lastnici bordela, zaradi njenega umora načrtujeta umor Calista. Tega naj bi izvedel bahač Centurio, ki pa nemesto tega povzroči nemir. V času zmenka z Melibeo Calisto na ulici sliši nemire in se ustraši, da so njegovi služabniki v nevarnosti. Poskuša splezati na streho svoje ljubljene, vendar mu spodrsne in umre. Melibea, obupana zaradi smrti svojega dragega spleza na stolp in naredi samomor. Še prej očetu razkrije razloge svojega obupa. Zgodba se konča z žalovanjem in moralnimi razmisleki Melibeinega očeta Pleberia.

## Osebe
Glavne osebe so: Calisto, Melibea, Celestina, Sempronio, Pármeno, Areúsa, Elicia, Tristán y Sosia, Lucrecia y Centurio.

#### Celestina
Celestina je centralni lik zgodbe, čeprav se zgodba bolj osredotoča na ljubezen in strast med Calistom in Melibeo. Celestina je bivša prostitutka, ki obvlada manipulacijo. Stara je okoli 70 let, bradata, brez zob z veliko brazgotino na obrazu in tatujem v obliki lune. V resnici je pretkana in kontrolirana ženska, ki do potankosti pozna psihologijo vseh oseb v zgodbi. Konstantno iskanje koristi in pohlep jo na koncu pripeljeta do tragičnega konca. Sama sebe opiše kot čarovnico, ki ima neverjetno moč prepričevanja. Močno je naklonjena spolnosti in vinu, čuti se zadolženo za širjenje in olajševanje spolnega življenja. Ljudje iz višjih družbenih razredov se ji zdijo egoistični, do njih čuti veliko zamero. Celestina si želi zagotoviti varno in priskrbljeno starost. Všeč ji je vrteti moške, kot da so njene marionete. 

#### Calisto
Calisto je egoističen, impulziven in muhast mladenič, ki izhaja iz višjega družbenega razreda in edino kar ga skrbi je zadovoljitev svojih potreb. Za to je pripravljen iti preko vsega in vseh. Zaradi svoje pretirane ljubezni do Melibeje se ne ozira na svoje socialne obveznosti. Izkorišča svoje služabnike in na nekakšen način tudi Celestino samo da bi dosegel svoj cilj. Sredi svoje obsesije sploh ne pomisli na čast svoje ljubljene. Njegov konec je zelo tragičen, posebej zato, ker umre točno na svojo ljubezensko noč z Melibeo.

#### Melibea
Melibea je simbol idealizirane ljubezni, vendar je njena nedolžnost prekinjena z vmešavanjem Celestine in Calista. Predstavlja nedolžno, lepo, bogato in inteligentno dekle. Ima trden, dinamičen in odločen karakter. Zagovarja mnenje, da naj si ženske same izberejo moškega svojega življenja in same krojijo svojo usodo. Po drugi strani pa ni čisto odkrita ženska, saj laže svojim staršem in se predaja strastem. Njena ljubezen je bolj realna in manj literarna od ljubezni njenega izbranca. Njena dejanja so posledica njene ljubezni, zato na koncu zaradi ljubezni tudi naredi samomor.

#### Pármeno
Pármeno je eden od Calistovih služabnikov. Ko skuša Calista opozoriti na nevarnost, se pokaže kot zvest svojemu gospodarju, vendar je zaradi tega ponižan s strani Calista. Je eden izmed najbolj tragičnih likov celotne zgodbe. Pozna Celestino, saj je bila njegova mati njena učiteljica, njej pa ga vseeno uspe zlomiti in privabiti na svojo stran. Skupaj s Semproniom ubije Celestino, na koncu pa tudi sam umre, saj zaradi zasledovalcev skoči skozi okno. 

#### Sempronio
Sempronio je Calistov služabnik, ki ga zanimajo samo koristi. Je ambiciozen, zamerljiv, zvit in ciničen. Ko Calistu svetuje naj se obrne na Celestino v resnici išče samo koristi zase. Zaradi koristi in sovraštva tudi ubije Celestino. 

#### Areúsa
Areúsa je Celestinina učenka, prostitutka, inteligentna in hkrati zlobna. Ima se za prostitutko višje kakovosti. Ima razmerje s Centuriom. Ne mara Melibeje, saj je nanjo ljubosumna. Ona je tista, ki naroči umor Calista.

#### Elicia
Elicia je še ena od Celestininih učenk, ki živi z njo v bordelu. Goji veliko zamero do žensk iz višjih slojev, posebej do Melibeje. Išče mesen užitek in je ne zanima kaj se dogaja okoli nje.  Nima življenskih izkušenj, saj je že vse življenje odvisna od Celestine. Ko ta umre ostane zapuščena, saj se ne zna znajti brez nje. Ljubimka s Centuriom, Critom in Semproniom. V razmerju s Semproniom ostaja samo zarardi denarja in koristi. 

#### Lucrecia
Lucrecia je Melibejina služabnica, ki na videz sovraži Calista, v resnici pa je vanj zaljubljena. Melibeji zelo zavida, zato Celestina z njo zlahka manipulira. Po Melibejinem samomoru se Lucrecia počuti krivo za njeno smrt. 

#### Alisa in Pleberio
Alisa in Pleberio sta Melibejina starša. Alisa je bogata in ošabna ženska, ki meni, da noben moški ni dovolj dober za njeno hčer. Sama ji želi izbrati ženina. Pleberio je ljubezniv in razumevajoč oče, ki ima svojo hčer neizmerno rad. Melibeji zaupa in ji ne želi vsiljevati snubcev. 

#### Centurio
Centurio opravlja službo vojaka. Zaljubljen je v Areúso, hkrati pa je tudi njen zvodnik. Je len in strahopeten moški kateremu je naročen umor Calista, vendar vse kar mu uspe je povzročiti nemir. 

## Zgradba
V celotni zgradbi imamo kontrast med ljubeznijo in smrtjo. Dvanajsto dejanje predstavlja vrh zgodbe, trenutek ko se njeno gibanje postavi na glavo. Lahko bi rekli, da je knjiga razdeljena na tri, sama zgodba pa na dva dela : 
-      Predgovor 
-      Prvi del (dejanja 1 – 12)
-      Drugi del (dejanja 12 – 21)
V prvem delu pride do srečanja Calista in Melibeje, opisujejo se dogodki okoli srečanja in Calistove zaljubljenosti. Calisto se zaradi ljubezenskih težav obrne na Celestino za pomoč.  Njegovi služabniki se spajdašijo s Celestino, saj želijo izkoristiti slepo zaljubljenost Calista. Celestina se spopade z dvojno misijo: prepričati Pármena, da se ji pridruži in doseči, da se Melibea zaljubi v Calista. 
Drugi del se začne v dvanajstem dejanju z umorom Celestine. Že večkrat omenjena smrt v prvem delu besedila postane v drugem delu glavni motor dogajanja. V trinajstem dejanju sta Pármeno in Sempronio obtožena za umor Celestine. Devetnajsto dejanje opisuje ljubezensko noč Melibeje in Calista in na koncu tudi njegovo tragično smrt. V dvajsetem dejanju Melibea naredi samomor. Zgodba se zaključi z enaindvajsetim dejanjem, z zmago smrti nad ljubeznijo.

## Zvrst
Čeprav bi lahko rekli, da je Celestina zagotovo dramsko delo, zaradi strukture in odsotnosti pripovednih odstavkov, je bilo okoli njene zvrsti veliko debate. Te so bile posebej povezane z dolžino knjige in posebne rabe časa, ki spominjata na roman. Iz tega izhaja ime dramski roman ali dialogni roman, s katerim je velikokrat označena. Struktura besedila je v veliki meri dramska, vendar na nek način presega model dramske zvrsti. Tragikomedija Calista in Melibeje ni bila napisana za predstavo, ampak za branje. Zaradi tega se povezuje s humanistično komedijo, zvrst, ki je navdihnila Fernanda de Rojasa. Humanistično komedijo je ustvaril Petrarca, zanjo pa je značilen preprost argument z dolgim razvojem in zanimanje za revne predele družbe. 

## Tematika in namen dela
Glavne teme dela so ljubezen, pohlep in smrt. V pismu svojemu prijatelju Fernando de Rojas pravi, da knjiga opozarja na: posledice pretirane ljubezni, prilizovalne in zlobne služabnike ter neiskrene čarovniške ženske. 
Edini osebi, ki nista žrtvi ljubezni sta Melibejina starša ,Pleberio in Alisa. V Clestini se prepletajo različni tipi ljubezni npr. strastna ljubezen, kavalirska ljubezen, ljubezen kot spolni užitek. Ljubezen Calista in Melibeje naj bi bila vljudna, kavalirska, vendar v resnici bolj spominja na strastno in blazno. Za Celestino sta ljubezen in spolnost dva neločljiva termina. 
Vsi avtorjevi moralni nauki se v pesmi na koncu knjige še enkrat ponovijo. Ti naj bi v resnici prekrivali nereligiozno, pesimistično in negativno vsebino. Vmes se prepleta še ena bolj globoka tema in sicer, da je človeško življenje neprestan boj mladih proti starejšim, nedolžnih proti pokvarjenim, nevednih proti pametnim, revnih proti bogatim, služabnikov proti gospodarjem, žensk proti moškim in obratno.
Na koncu drame se postavlja vprašanje, zakaj dva mlada zaljubljenca iz dobrih družin nista pomislila na poroko. Nikjer se ne omenja, da bi bili družini skregani kot v drugih primerih. Kolumbijska pesnica María Mercedes Carranza je sumila, da bi lahko bila kriva konservativno usmerjena Melibejina družina. 

## Jezik in slog
V Celestini se v enakovrednem razmerju prepletata srednjeveški in renesančni ter izobraženi in popularni svet. Na eni strani imamo izobražen, kultni in umetniški jezik z latinskimi izrazi, ns drugi strani pa popularen jezik z živahnimi in ljudskimi izrazi. Čeprav obstaja jasna delitev registrov, pa ločitev ni popolnoma jasna, saj družbeni sloji ne uporabljajo strogo le enega ali drugega. Oba stila se med seboj prepletata, včasih bolj včasih manj, odvisno od sporočevalca, poslušalca in tudi od teme, ki se obravnava.
Izobraženi jezik predstavlja neke vrste modernizacijo, čeprav ponekod lahko še vedno opazimo glagol na koncu stavka, ojačevalce in uporabo latinizmov. 
Popularni jezik je bogat, vendar vseeno izseva določeno zmernost. Premišljeno se uporabljajo frazemi, še vedno pa je v besedišču prisotnih veliko pregovorov. 
Nenazadnje pa je v delu tehnika dialoga uporabljena perfektno, saj lahko razlikujemo različne tipe dialogov od značilnih monolognih tipov, ki so zelo pomembni glede na to, da delo ni namenjeno za upodobitev, do bogatih kratkih dialogov.

## Cenzura
Že zelo zgodaj so moralisti začeli napadati knjigo, ker naj bi spodbujala nedovoljena ljubezenska razmerja, namesto da bi se jim izognila. Prvi, ki je odsvetoval branje Celestine je bil Juan Luis Vives, saj jo je v svoji knjigi trdil, da naj bi prav tako kot viteške knjige uničevala ustaljene običaje. 
Kljub tem kritikam se Celestina ni pojavila v Index-u (seznam prepovedanih knjig španske inkvizicije) vse do leta 1632. Tudi takrat so knjigo samo prečistili in iz nje izločili sporne odlomke. Leta 1792 pa so jo prepovedali v celoti. 

## Socialni in zgodovinski kontekst
Celestina je nastala v času vlade katoliških kraljev, ki se začne leta 1469 s kraljevo poroko in konča leta 1504 s smrtjo Izabele katoliške. V času te združitve pride leta 1492 do odkritja Amerike, osvojitve Granade in izgona Judov. V tem letu Antonio de Nebrija objavi prvo slovnico španskega jezika. Bil je docent na Univerzi v Salamanci, kjer je študiral tudi Fernando de Rojas. Začne se prehod iz srednjega veka v renesanso. Prav v tem času se pojavijo prve izdaje Komedije Calista in Melibeje. 
V tem obdobju pride na Iberskem polotoku do združenja vseh teritorijev v eno kraljestvo, razen Portugalske. Glavno vlogo prevzeme krščanstvo, ki postane enotna vera celotnega kraljestva. 